# Aleksandr Zachartjenko
Aleksandr Vladimirovitj Zachartjenko (ryska: Александр Владимирович Захарченко), född 26 juni 1976 i Donetsk, Ukrainska SSR, Sovjetunionen, död 31 augusti 2018 i Donetsk, var en separatistledare och president för Folkrepubliken Donetsk från valet 2 november 2014. Från den 7 augusti 2014 var han premiärminister i Folkrepubliken Donetsk, en post han tog över efter Aleksandr Borodaj.
Zachartjenko förde tidigare befäl över den militära enheten Oplot, som är en del av Donbass folkmilis.
Zachartjenko uppges ha varit elektriker och hade en bakgrund i en kampsportsklubb. Till skillnad från flera andre ledare i Donetsk folkrepublik var Zachartjenko vid utnämningen till premiärminister inte uppförd på EU:s sanktionslista. Den 31 augusti 2018 dödades Zachartjenko i en bombdåd vid ett kafé i Donetsk.
Efter Zachartjenkos död övertogs posten som president för Folkrepubliken Donetsk av Denis Pusjilin.